# Château de Laxion
Le château de Laxion est un château situé sur la commune de Corgnac-sur-l'Isle, dans le département de la Dordogne, en région Nouvelle-Aquitaine.

## Localisation
Le château de Laxion est situé à Corgnac-sur-l'Isle.

## Historique
Laxion est cité en 1502 dans un « État de la paroisse de Corgnac » du sire d'Albret. À partir des recherches faites dans les archives des Basses-Pyrénées, R. de Laugardière a montré que la terre de Corgnac appartenait au XVe siècle à des seigneurs du nom de Corgnac. Jean de Corgnac apparaît dans des montres d'Alain d'Albret, comte de Périgord du fait de son mariage avec Françoise de Châtillon-Blois-Bretagne, à partir de 1490. En 1509, Anne de La Bastide est seigneur de Corgnac d'après un hommage rendu à Alain d'Albret.
La terre de Laxion est citée pour la première fois, en 1322, avec un certain Étienne. La famille Almaric apparaît en 1348 dans le testament de Pétronille Raoul, veuve de Pierre Almaric, de Thiviers, mère d'un Pierre Almaric, désignant pour héritier Étienne Almaric. Bernard Almaric rend hommage pour Laxion en 1455, 1461 et 1481 à l'abbé de Brantôme dont le fief dépendait. Jean Almaric est seigneur du repère de Laxion de 1484 à 1507. Leur fille, mariée à Eymard Bardon, vend, le 23 septembre 1530, le domaine de Laxion à Guillaume de La Romagière. Les La Romagière sont cités dans l'acte de 1502.

### La famille Chapt de Rastignac à Laxion

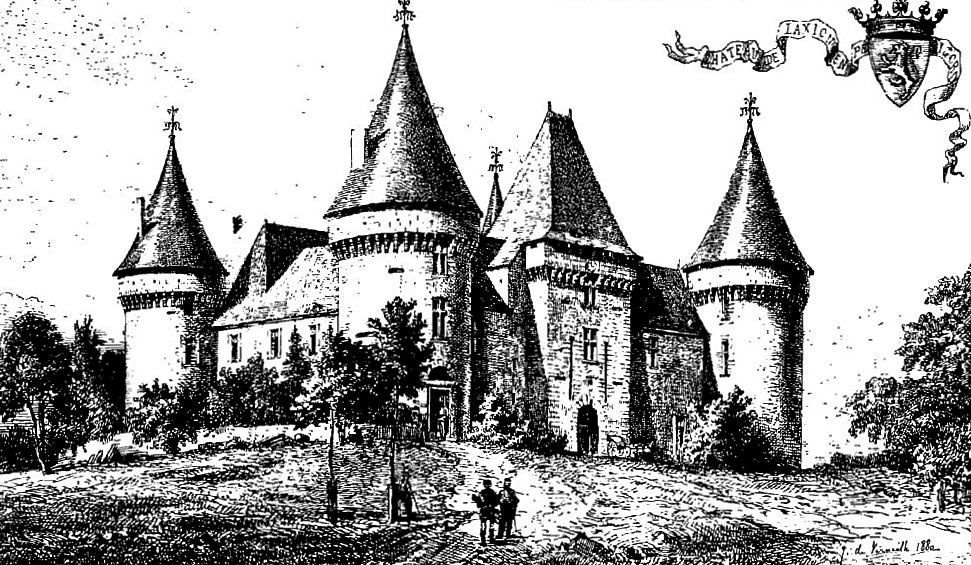
Le château de Laxion en 1880
par Jules de Verneilh.

Le premier membre de la famille Chapt de Rastignac qualifié de seigneur de Laxion est Antoine Chapt de Rastignac. Il a épousé en premières noces, le 4 novembre 1570, Isabeau d'Andreaux, veuve de Thomas d'Hautefort, dont il n'a pas eu d'enfants. Il s'est marié en secondes noces, le 18 septembre 1574, avec Marguerite de Calvimont, fille de Guy de Calvimont, morte avant le 10 juin 1578, veuve de Gaston de La Romagère, seigneur de Laxion et de Saint-Jory-las-Bloux dont elle avait eu deux enfants morts sans postérité en 1573 et 1574. La terre de Laxion est donc entrée en possession d'Antoine de Chapt de Rastignac après son mariage avec Marguerite de Calvimont. Il a commandé la noblesse du Périgord pour le roi pendant les troubles de la Ligue et a protégé la région de Corgnac du pillage par les protestants qui s'étaient emparés de Thiviers. Il a eu un fils, tué en 1597 au cours d'un duel, et une fille de son second mariage, Marguerite Chapt de Rastignac, dame de Laxion après la mort de son frère, qui s'est mariée le 27 août 1599 avec son cousin germain, Peyrot Chapt de Rastignac (mort en 1621), fils d'Adrien Chapt de Rastignac, seigneur de Rastignac, et de Jeanne d'Hautefort. Antoine Chapt de Rastignac est mort d'une blessure due à un coup d'arquebuse, en 1579. Marguerite Chapt de Rastignac est morte peu après son fils aîné, en 1631.
Peyrot Chapt de Rastignac (mort le 26 juillet 1621) est devenu par ce mariage seigneur de Laxion. Il a acquis du roi la haute, moyenne et basse justice sur la paroisse de Corgnac le 9 août 1600. Il a eu de son mariage plusieurs enfants :
- Jean Chapt de Rastignac (vers 1600-mort le 5 octobre 1631),
- François Chapt de Rastignac, né vers 1602, marié en 1643 avec Jeanne d'Hautefort (vers 1623-1702), mort à la suite d'un duel, en 1656,
- Jacques Chapt de Rastignac (mort en 1633), seigneur de Firbeix par son mariage avec Marie Arlot, dont il a eu André-Jacques Chapt de Rastignac
- Jeanne Chapt de Rastignac mariée en 1624 avec Henri de la Marthonie de Puyguilhem (mort en 1650), seigneur de Condat.

François Chapt de Rastignac est surnommé brave Laxion à cause de ses nombreux duels. Il a obtenu que sa terre de Laxion soit érigée en marquisat par Louis XIV, en 1653, à la suite de ses services rendus contre les frondeurs, en 1651-1652. Il s'est marié le 14 février 1643 avec Jeanne d'Hautefort (vers 1623-1702). Il est tué en 1656 au cours d'un duel, près de Thiviers, par Pouquet de Chantérac. Il a eu trois fils de son mariage avec Jeanne d'Hautefort : le premier, Jean-François Chapt de Rastignac, marié en 1686 avec Antoinette Duchêne, mort sans descendance en 1694, un jour avant son frère, Charles Chapt de Rastignac (né après 1643, mort le 16 mars 1694 a hérité du titre de marquis de Laxion, marié le 16 février 1686 avec Anne Reynier de La Navoye (née en 1672) qui a eu cinq enfants, dont un fils, Charles Chapt de Rastignac. Le troisième fils, Jacques-François, est sieur de Puyguilhem.
Charles de Chapt de Rastignac (1693-1762) s'est marié le 25 avril 1724 avec Marie-Jacqueline-Éléonore d'Aydie de Ribérac (morte en 1741) qui ont eu sept enfants dont plusieurs sont morts de morts violentes :
- Charles-Jean-Antoine-Armand Chapt de Rastignac,
- Jacques Louis Charles Gabriel Chapt de Rastignac, marquis de Laxion, comte de Ribérac et de Lambertie, vicomte d'Épeluche et de Montagrier, né en 1726, marié en premières noces, en 1746, avec Gabrielle d'Aydie de Ribérac, dont il eut un fils Henri-Gabriel-Charles Chapt de Rastignac, né en 1747, mort avant lui, le 3 février 1795. Il s'est remarié à Périgueux le 26 juin 1796 avec Gabrielle Cécile Marguerite Françoise de Chabans. Il meurt dans son lit le 24 août 1796[2]. Il a légué sa terre de Laxion à sa femme.
- Armand-Anne-Auguste-Antonin Sicaire de Chapt de Rastignac, né en 1727, grand archidiacre et grand vicaire d'Arles, député aux états-généraux de 1789, enfermé le 26 août 1792 à la prison de l'Abbaye, massacré le 3 septembre 1792,
- Louis Jacques Chapt de Rastignac, baptisé en 1729, chevalier de Malte et mousquetaire du roi, tué en duel le 31 octobre 1761,
- Jean Louis Marie Chapt de Rastignac, comte de Laxion, baptisé en 1730, cornette au régiment de Rohan, assassiné à Issoudun, le 15 février 1754,
- Marie Gabrielle de Chapt de Rastignac, baptisée en 1731, mariée le 24 juillet 1746 avec Jean François du Mas, marquis de Paysac (1723-1786), décédée en 1772,
- Sicaire Auguste Antonin Armand Chapt de Rastignac, baptisé en 1734, appelé le chevalier de Laxion, lieutenant au régiment de Poitou infanterie, tué en duel en 1791.

### Après 1798
Gabrielle-Marguerite-Cécile-Françoise Chabans de Richemont, veuve de Gabriel Chapt de Rastignac, marquis de Laxion, s'est remariée en secondes noces, le 27 août 1798, avec Louis Grand de Bellussière (1775-1832), fils de Jean-Guy Grand de Luxolières de
Bellussière et de Marie de Saulnier des Hortes, dont elle a eu deux fils, Jean-Armand Grand de Bellussière qui a hérité du château de Laxion, Eugène Grand de Bellussière et une fille, Honorine Grand de Bellussière mariée à Louis de Lassalle de Maignaux. Jean-Armand Grand de Bellussière a vendu le château au baron Gustave Curial, neveu du général Curial, en 1862, qui meurt en 1914.
Par jugement, le château est adjugé le 17 avril 1919 à Léon Bénédic qui le revend le 10 septembre 1919 à Raoul Beylot. Le château est vendu en 1922 à René-François-Joseph Damond qui meurt en 1935. Le château reste la propriété de la famille. Le château est occupé par les Allemands pendant la Seconde Guerre mondiale.
Le château est acheté en 1964 par Georges-Nicolas-Odet Lafon qui le revend en 1965 à Ary-Jacob Van Oostenbrugge qui meurt en 2004. La propriété du château est portée par la SCI Marquis de Laxion.

### Historique du château
En l'absence de documents précisant les dates de construction, c'est sur son architecture que les historiens de l'art se sont prononcés pour essayer d'établir les périodes de construction.
Pour Jules de Verneilh, le château a été construit au milieu du XVIe siècle par Antoine Chapt de Rastignac. Il remplace un plus ancien. Pour R. de Laugardière, c'est Peyrot Chapt de Rastignac qui a construit le château après 1599 et dans les premières années du XVIIe siècle à côté d'un château plus ancien qui a disparu.
En 1938, Jean Secret fait construire le château par Antoine Chapt de Rastignac, mais il modifie cet avis dans des publications plus récentes en indiquant que le château a dû être construit en plusieurs phases et en remarquant que des caves voûtées antérieures existent sous l'aile nord-ouest du château. La construction du château aurait été construit au XVe siècle et XVIe siècle, et achevé au XVIIe siècle.
Dominique Repérant a écrit dans son livre Le Périgord des châteaux et des manoirs, en 1988, que le château, malgré son apparence féodale, est une construction tardive due à Peyrot Chapt de Rastignac comme semble le montrer la date de 1602 inscrite sur une porte de la cour intérieure. M. Maisonneufve-Lacoste a précisé qu'il avait vu sur une plaque de cheminée de la cuisine la date de 1598. Mais cette date ne peut être retenue par le plaque ne porte pas les armes des Chapt de Rastignac. La date de 1602 doit être lu « 164. ? ».
Devant l'état de dégradation du château qui n'est plus entretenu, demande de protection du château, en 1946, alors qu'on recevait encore, en 1940, dans les salons aux lambris Grand Siècle et sous les riches tapisseries des Gobelins. Le château a perdu tout son décor intérieur. Le service des Bâtiments de France s'inquiète de la dégradation du château. Pour tenter de le sauver de l'abandon, les façades et les toitures du château sont inscrites au titre des monuments historiques le 27 septembre 1946. Sans effet.
Le 21 octobre 1997, un incendie détruit une partie du château, en particulier le toit de la tour Nord-Est, la dernière encore couverte. 10 janvier 2008, nouvel incendie du château de Laxion. Le château de Laxion est vendu le 29 juillet 2008 à la SCI Château de Laxion. Les nouveaux propriétaires veulent restaurer le château et l'ouvrir à la visite. Ils ont reçu plusieurs prix pour cette restauration.

## Protection
Le château a été inscrit au titre des monuments historiques le 9 octobre 2009.

## Description
Le château est composé de quatre corps de logis entourant en cour intérieure, soudés par quatre tours dans les angles. L'entrée dans le château est placée au centre de la façade principale dont la sécurité est assurée par tour carrée et commandée par un pont-levis. La façade sud est percée de lucarnes Renaissance. Le porche nord de la cour intérieure est surmonté d'un motif Renaissance.